# Ameboide
Em biologia, chama-se ameboide (pré-AO 1990: amebóide) a um grupo de protistas, também conhecidos por Sarcodíneos (Sarcodina - do grego sarcodes = carnoso), ou ao modo de vida, incluindo a alimentação, reprodução e locomoção de vários outros grupos de seres vivos.
As amebas podem alterar sua forma pela emissão de pseudópodes (pseudo = falso + podo = pé), empregados na locomoção e na captura de alimentos. O modo de locomoção das amebas através de pseudópodes é denominado "movimento ameboide". Este também é verificado em células de outros organismos, tais como os glóbulos brancos do sangue humano.
As amebas medem cerca de 0,5 milímetros de comprimento e 0,2 milimetros de largura, podendo ser observadas apenas com ajuda de microscópio. O gênero que dá o nome a este grupo de organismos é Amoeba.
Além de serem utilizados na locomoção, os pseudópodes são empregados na captura de alimento. As amebas alimentam-se por ingestão de pequenos protozoários e algas microscópicas, e também de protoplasma morto. Ao perceberem a presença de alimento, elas se deslocam em direção a ele, englobando-o com os pseudópodes. Esse processo de ingestão de alimento é denominado fagocitose.
Alguns ameboides são responsáveis por doenças, outros por tarefas úteis, em animais ou vegetais (por exemplo os encontrados no tubo digestivo humano).
As células dos protozoários são hipertônicas em relação ao meio ambiente externo. Nesse caso, ocorre entrada de água na célula por osmose. Porém, a diferença entre a concentração do fluido intracelular e a da água doce pode ser suficiente para que entre excesso de água. Esse fator poderia provocar o rompimento da célula, não fosse a presença de organelas citoplasmáticas denominadas vacúlos contráteis ou pulsáteis que, de tempos em tempos, eliminam esse excesso. Nos protozoários de água salgada, geralmente não há vacúolos pulsáteis, pois a concentração do meio externo é semelhante à do citoplasma das células.
O tipo de reprodução mais comum entre os sarcodíneos é a bipartição. Nesse tipo de reprodução assexuada, a célula se divide, dando origem a duas células-filhas, com a mesma informação genética da célula-mãe. Porém, a ameba também é capaz de se reproduzir sexuadamente.